# Страпп, Андре
Андре́ Стра́пп (фр. André Strappe; 23 февраля 1928, Бюлли-ле-Мин — 10 февраля 2006, Гавр) — французский футболист и футбольный тренер, играл на позиции нападающего. Участник чемпионата мира 1954 года.

## Биография

### Клубная карьера
Страпп в течение 10 сезонов играл за «Лилль», в составе которого выиграл чемпионский титул 1954 года и два Кубка Франции 1953 и 1955 годов. Всего в составе «догов» Страпп сыграл 310 матчей и забил 110 голов, став одним из ключевых игроков этой команды. 
В 1958 году перешёл в «Гавр», в котором играл три сезона, выиграв Кубок Франции и Вторую лигу в 1959 году. В последующие годы Страпп играл за «Нант» (1961–1963) и «Бастию» (1963–1965), в которой также был играющим тренером. 

### Карьера в сборной
В составе олимпийской сборной принимал участие на Олимпиаде 1948 года, на которой французы проиграли в 1/4 финале сборной Великобритании со счётом 1:0.
В составе сборной Франции принимал участие на чемпионате мира 1954 года, сыграв два матча на групповом этапе. Всего за сборную Франции сыграл 23 матча, в которых забил четыре мяча.

### Тренерская карьера
Страпп был играющим тренером также в «Доль-Таво» (1966–1970) и «Шатору» (1970–1971).

### Смерть
Скончался 10 февраля 2006 года в Гавре в возрасте 77 лет.

## Достижения

### Командные
«Лилль»
- Чемпион Франции: 1953/54
- Обладатель Кубка Франции (2): 1952/53, 1954/55

«Гавр»
- Победитель Второго дивизиона: 1958/59
- Обладатель Кубка Франции: 1958/59

### Личные
- Лучший бомбардир Латинского кубка: 1951